# Saint-Martin-des-Champs (Yvelines)
Saint-Martin-des-Champs település Franciaországban, Yvelines megyében. Lakosainak száma 304 fő (2022. január 1.). Saint-Martin-des-Champs Arnouville-lès-Mantes, Flexanville, Goupillières, Hargeville, Orgerus, Osmoy, Prunay-le-Temple és Septeuil községekkel határos.

## Népesség
A település népessége az elmúlt években az alábbi módon változott:
| Lakosok száma | 322  | 313  | 318  | 306  | 303  | 303  | 303  | 304  | 304  |
|               | 2013 | 2015 | 2016 | 2017 | 2018 | 2019 | 2020 | 2021 | 2022 |